# 细胞重组
细胞重组（cell reconstruction）是指从活细胞中将细胞器及其组分分离出来，再在体外一定条件下将不同来源的细胞器及其组分重新组合，使之重新装配成为具有生物活性的细胞或细胞器的一种实验技术。重组主要的方式有：
（1）胞质体与完整细胞的重组（胞质杂种）

（2）微细胞与完整细胞的重组（微细胞异核体）

（3）胞质体与核体的重组（重组细胞）等